# Vodní nádrž Pařížov

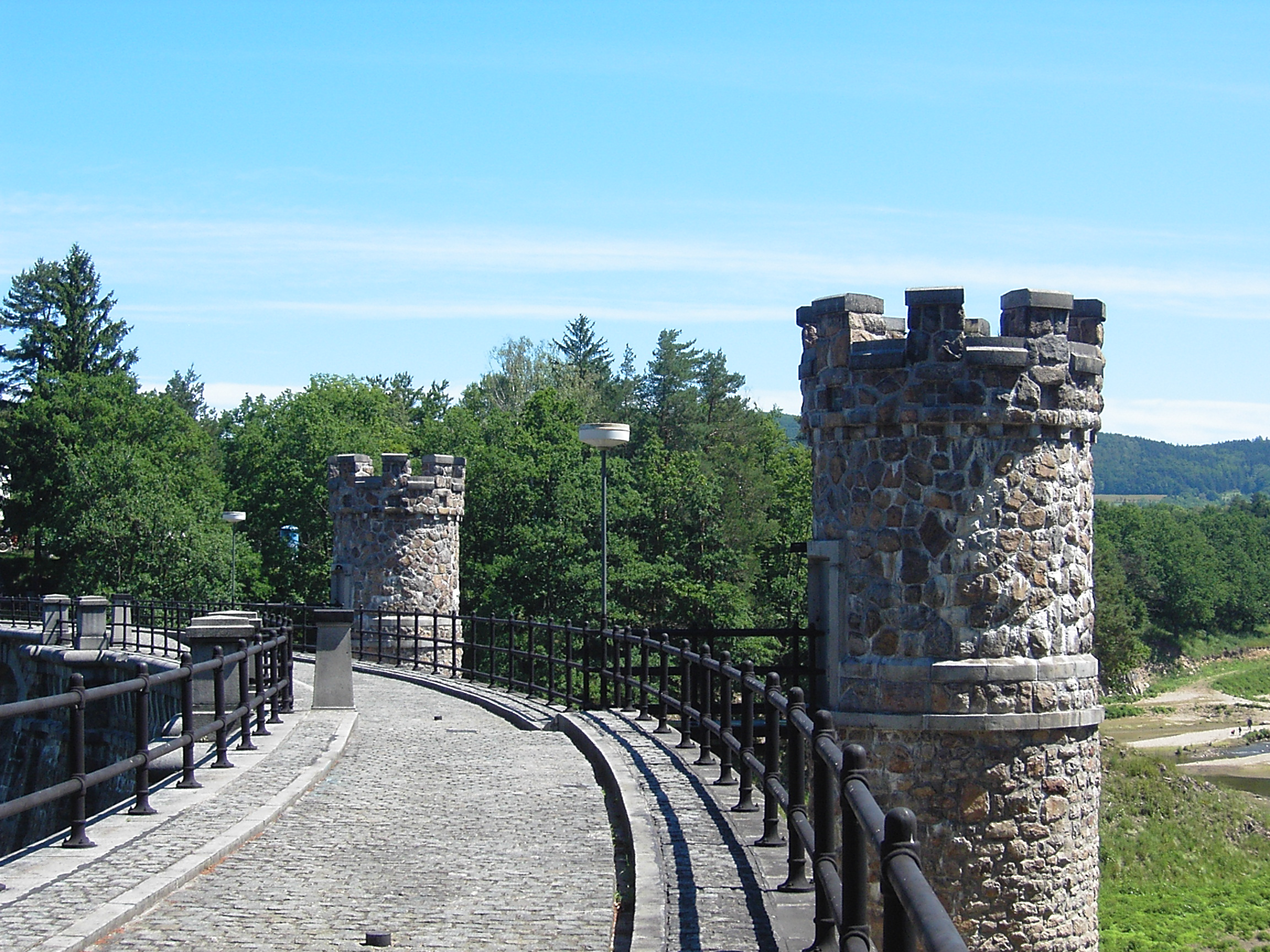

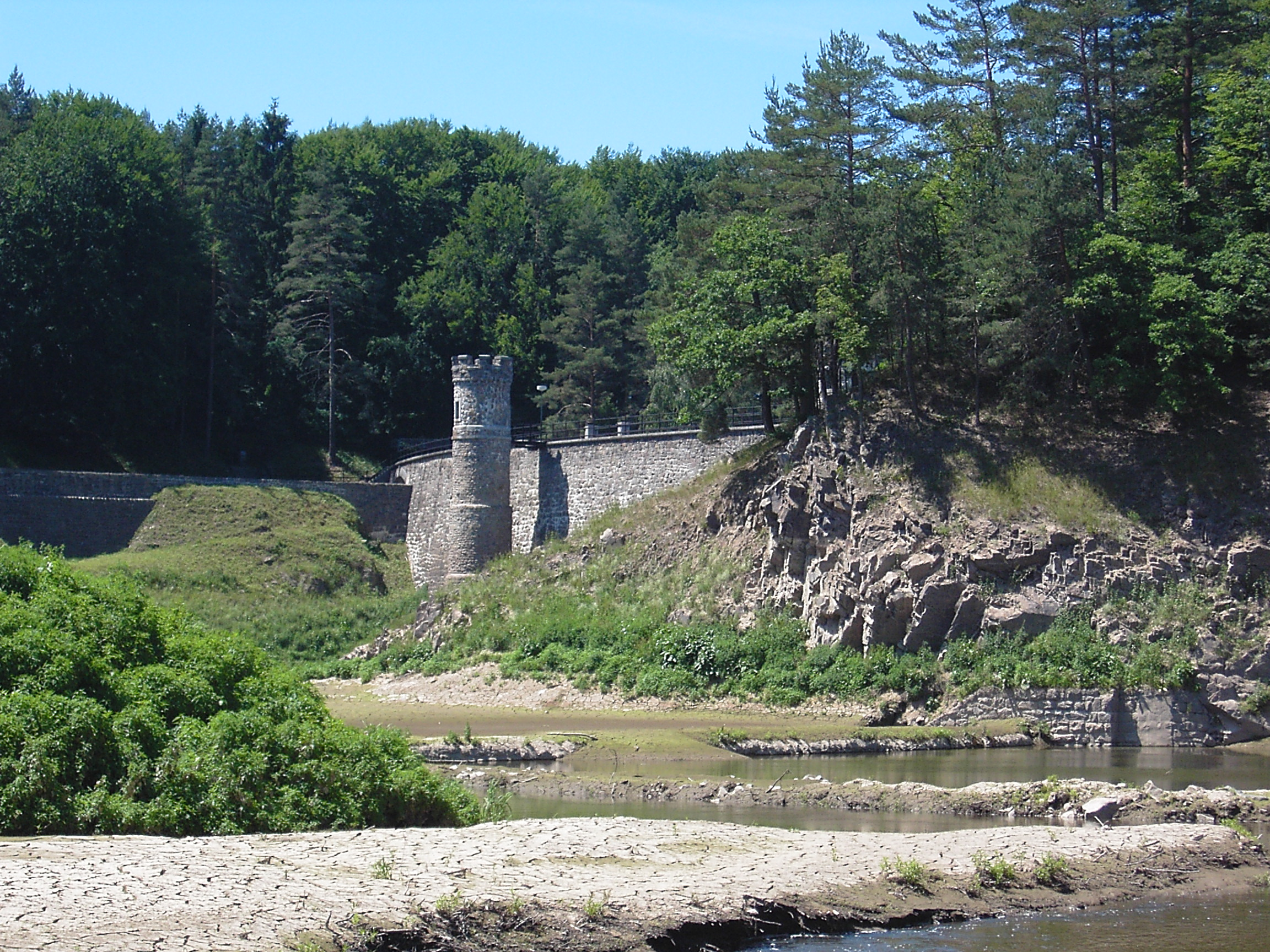

Vodní nádrž Pařížov je gravitační přehrada na řece Doubravě.

## Základní údaje
- Typ hráze: gravitační z lomového zdiva
- Maximální výška hráze nad základovou spárou: 31,00 m
- Délka hráze v koruně: 142,00 m
- Šířka hráze v koruně: 4,50 m
- Šířka v patě hráze: 23,00 m
- Poloměr křivosti: 120,00 m
- Hladina stálého nadržení: 309,31 m n. m.
- Maximální zásobní hladina: 314,83 m n. m.
- Kóta přelivu: 324,03 m n. m.
- Maximální retenční hladina: 324,81 m n. m.
- Koruna hráze: 325,90 m n. m.
- Objem hrázového tělesa: 35 000 m³
- Celkový objem nádrže: 1 770 000 m³
- Zásobní objem: 300 000 m³
- Stálé nadržení: 100 000 m³
- Plocha nádrže: 2,920 ha

## Výstavba
Přehradu stavělo na 500 dělníků v letech 1910 - 1913. Rok předtím byla postavena obtoková štola a jez, vybudované pro ochranu vlastní výstavby hráze. Štola měla být schopna odvést i přívalové vody, kvůli kterým byla hráz stavěna. V letech 1885, 1888 a 1897 totiž vznikly na Doubravě za Pařížovem značné škody vlivem povodní.
Hráz má základovou spáru 7 m pod dnem původního řečiště. Celkem bylo použito 35000 m³ rulového kamene z nedalekého lomu. Dále zde bylo spotřebováno 310 vagónů labského písku a 460 vagónů cementu, vše včetně dalšího zařízení a práce 500 lidí za 1,5 mil. rakouských korun.

## Hráz
Je technickou památkou. Hráz je postavena z lomového kamene. Má tvar základního statického trojúhelníku se skloněným návodním lícem. Ačkoliv je hráz postavena do klenby, nebyl účinek klenutí staticky započítáván. Hráz je navržena podle údajů o váze zdiva a o největším vodním tlaku. Proti průsakům je hráz z líce opatřena dvojitou cementovou omítkou s draselným mýdlem, která je dvojitě natřena siderostenovým nátěrem. Uvnitř hráze jsou uložené svislé drenážní roury, které odvádějí vodu do chodby u základových výpustí. Boky a pata hráze jsou utěsněny jílem.
Hráz má dvě výpusti o průměru 800 mm. Z návodní strany mají šoupátkové uzávěry a na vzdušné straně byly původní šoupátkové uzávěry nahrazeny při stavbě elektrárny klapkami o stejné světlosti. Přesto, že mají obě výpusti stejnou světlost délka potrubí způsobuje, že levá má kapacitu 4,5 m³/s a pravá 6,9 m³/s. Obě potrubí ústí do vývaru. Šoupátkové uzávěry jsou ovládány ze šoupátkových věží a provozní uzávěry z obslužných domků postavených na vzdušné straně hráze.
Hladina mohla být regulována pomocí dalších třech potrubí o světlosti 800 mm, které byly umístěny v obtokové štole (potrubí je zimovištěm netopýra černého a lokalita je pod záštitou Natury 2000). Štola je klenbová 3 x 4,5 m, má délku 142 m a spád 6 promile. Při maximálním nadržení byla její kapacita 23,5 m³/s. Původní 3 potrubí byly v roce 2005 vyměněny za dvě o průměru 1200 mm. Jsou opatřena provozními segmentovými uzávěry a při maximální hladině je celková kapacita obou výpustí 33,14 m³/s.
Ovládání všech šupátek bylo v roce 1963 předěláno na elektromotory, které může ovládat hrázný z kanceláře.
V roce 1997 během červencových povodní tekla voda přes přelivy hráze 1 den 17 hodin a 55 minut a nádrží proteklo přibližně 30 mil. m³ vody. Za celý červenec 1997 proteklo hrází 50 mil. m³, což je běžný průtok za rok. Na hrázi vznikly pouze drobné škody.
Ačkoliv kdysi přehrada bývala oblíbeným turistickým cílem, tak od roku 2020 je zakázán vstup veřejnosti na hráz přehrady. Důvodem opatření je nevyhovující technický stav ochranných prvků.

## Hydrologické údaje
- Plocha povodí k profilu hráze 202,4 km²
- Průměrné roční srážky 739 mm
- Průměrný roční odtok 48,56 mil. m³
- Průměrný průtok 1,54 m³/s
- Minimální průtok 0,03 m³/s
- Průtok stoletý 145,00 m³/s
- Neškodný odtok do 25 m³/s
- Průtok za povodní 1997: 65,00 m³/s

### Hodnoty odtoku vody pro vyhlášení jednotlivých stupňů povodňové aktivity
- 1. povodňový stupeň - stav bdělosti 10 m³/s
- 2. povodňový stupeň - stav pohotovosti 18 m³/s
- 3. povodňový stupeň - stav ohrožení 25 m³/s

## Elektrárna
V roce 1992 bylo rozhodnuto o zřízení malé vodní elektrárny. Do obou výpustí jsou osazeny Bánkiho turbíny. Turbíny o přívodní světlosti 400 mm jsou umístěny na odbočném potrubí z původních výpustí v ovládacích domcích. Kvůli zavzdušňování došlo ke snížení a prodloužení zaúsťovacího potrubí do vývaru. Generátory jsou umístěny do vstupních podlaží domků v místech, kde stávalo ovládání šupátek, která byla vyměněna za klapky. Spojení s turbínami je provedeno pomocí plochých řemenů. Elektrárna je napojena na 22 kV síť. Původní historický ráz stavby hráze se podařilo zachovat.